# Canis lupus orion
Canis lupus orion és una subespècie del llop (Canis lupus) que fou classificada com a tal l'any 1935 per Reginald Innes Pocock.

## Descripció
- És de color blanc o pàl·lid i molt semblant a Canis lupus arctos.
- Se sospita que el seu menor pes és a causa de la desnutrició i no pas a una diferència morfològica amb altres subespècies de llop.[2]

## Distribució geogràfica
Es troba a Groenlàndia.